# Piekło jest we mnie
Piekło jest we mnie – powieść Joego Alexa (właśc. Macieja Słomczyńskiego), wydana po raz pierwszy w 1975. Powieść jest oparta na sztuce teatralnej Samolot do Londynu tego samego autora, po raz pierwszy wystawionej Teatrze Sensacji „Kobra” w 1960. W roli głównej w spektaklu wystąpił Mariusz Dmochowski.

## Fabuła
Joe Alex – główny bohater powieści, ceniony i znany na świecie autor powieści kryminalnych i współpracownik Scotland Yardu, wraca z Johannesburga, dokąd został zaproszony przez Klub Południowoafrykańskich Miłośników Powieści Kryminalnej. W porcie lotniczym nawiązuje znajomość z Richardem Knoxem – przedstawicielem kopalni diamentów. Samolotem, którym razem lecą do Londynu, podróżuje jedynie dziewięciu pasażerów oraz załoga. Dwie godziny po starcie, kiedy pasażerowie śpią, Richard Knox zostaje zamordowany przez nieznanego sprawcę. Joe Alex przeprowadza śledztwo na pokładzie lecącego samolotu i dzięki swojemu doświadczeniu, spostrzegawczości i inteligencji wykrywa sprawcę.

## Tytuł
Jak w przypadku innych powieści detektywistycznych Joego Alexa, tytuł został zaczerpnięty z klasycznej literatury angielskiej, w tym przypadku z księgi III Raju utraconego Johna Miltona:
Gdziekolwiek zwrócę lot, tam czekać będzie

Gniew nieskończony, nieskończona rozpacz!

Gdziekolwiek zwrócę lot, tam wszędzie piekło.

Piekło jest we mnie, a na dnie otchłani

Głębsza, ziejąca czeluść się otwarła,

Przy której piekło dręczące jest niebem.

Zmiłuj się wreszcie! Czyż nie ma już miejsca

Dla mej pokuty i dla wybaczenia?

Nie ma, zostało jedynie poddanie

I lęk przed hańbą, która mnie okryje

Wśród duchów w dole...